# Thérésien Cadet

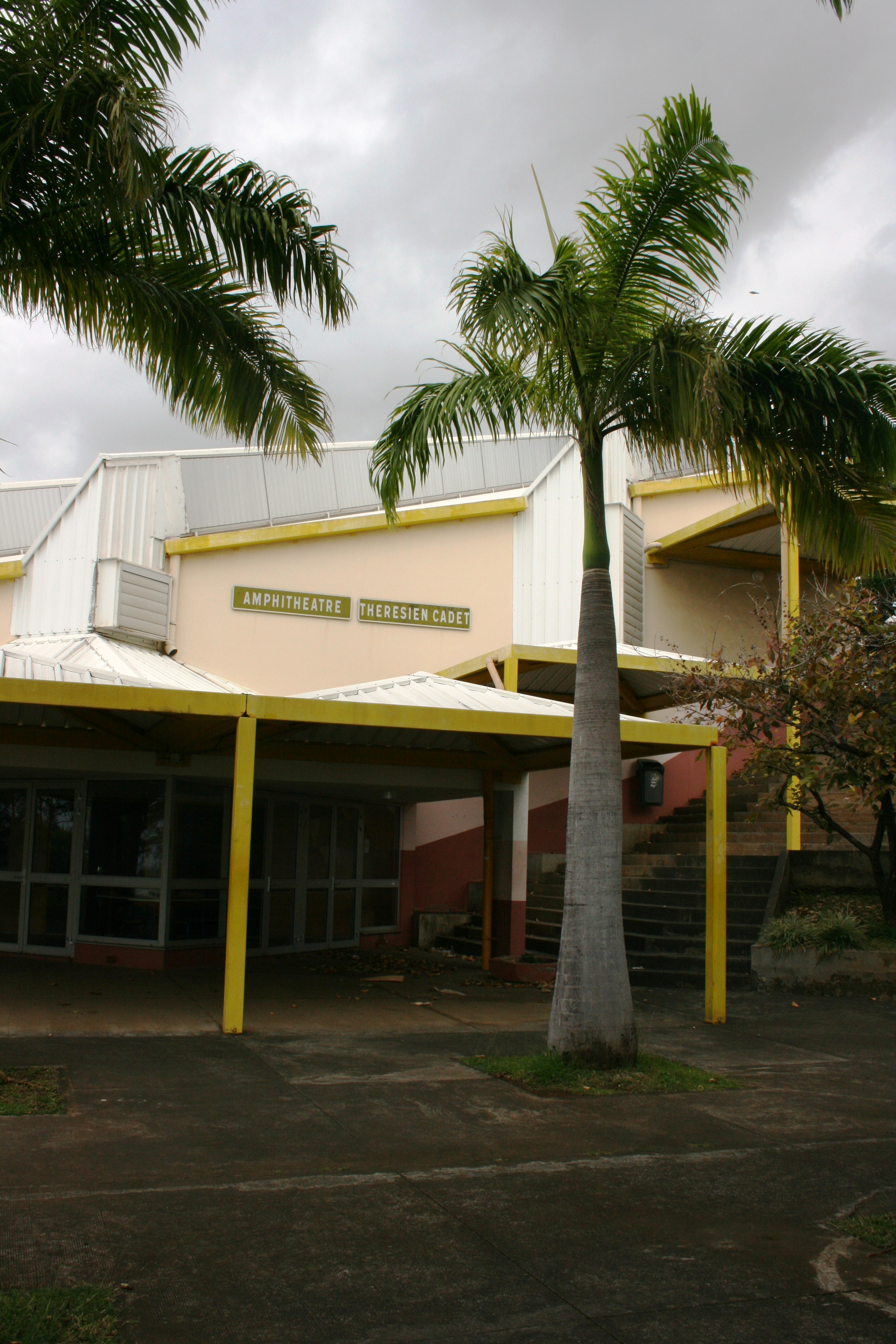
L'amfiteatre Thérésien Cadet al campus de Moufia, Reunió

Thérésien Cadet   (El Tévelave, 21 de juny de 1937 - Saint-Denis, 2 de febrer de 1987) va ser un botànic de la Illa de la Reunió. Va ser professor de Biologia vegetal a la Universitat de La Réunion, especialista de les formacions vegetals de les illes Mascarenyes. Va ser un dels autors principals de la Flore des Mascareignes.

## Biografia
Thérésien Cadet provenia d'una família rural modesta. Alumne brillant i remarcat pels seus professors, marxa per primera vegada de la seva illa natal per al seu batxillerat (1956) ingressant les classes preparatòries científiques del Liceu Chaptal de París.
Rebutja concursar per a l'ingrés als Instituts de preparació a l'educació secundària, i segueix els seus estudis en la Facultat de Ciències de París mentre és professor. Serà en el curs dels seus estudis a Paris que s'apassiona per la Botànica. Obté en 1961 l'agregació en Ciències naturals.
Retorna a la seva illa com a professor a l'Escola Normal. Crea el Laboratori de Ciències naturals, participant en el desenvolupament de l'educació universitària a La Reunió.
Va dur a terme nombroses expedicions botàniques, a illes de l'oceà Índic i a Kenya per estudis de botànica comparada. No obstant això, la major part del seu treball de camp es va centrar a La Reunió on va herboritzar, recol·lectar espècimens de plantes, i observar els diferents medis naturals i el seu funcionament. A més, va impulsar la creació d'un herbari al qual va aportar més de 7.000 mostres.
En 1963, va assumir el càrrec de curador del Museu d'Història natural de La Reunió i tres anys més tard, el 1966, es va incorporar al recentment creat "Centre d'Ensenyament Superior Científica de La Reunió" on crea el Laboratori de Biologia vegetal.
Va mantenir una intensa correspondència i va intercanviar espècimens amb diversos científics com Kew Gardens i el Muséum national d'histoire naturelle de Paris. Amb el suport d'aquesta última, així com d'investigadors de l'ORSTOM i d'un Institut d'Agronomia de Maurici, debuta amb la redacció de la vasta obra col·lectiva de la Flore des Mascareignes, que enriquiria la precedent obra de referència: la Flore de l’île de la Réunion de Cordemoy, publicada vuitanta anys abans.
Paral·lelament, la preparació de la seva tesi La végétation de l'île de la Réunion va aprofundir en l'estudi de l'Ecologia i la Fitosociologia. En particular, es va dedicar a descriure els diversos hàbitats naturals de l'illa La Reunió, analitzant-ne el funcionament i les dinàmiques vegetals en el context d'un territori geològicament jove i aïllat, amb fenòmens de vulcanisme i d'erosió i sotmesa a una gran varietat de microclimes. Delimitarà i nomenarà les grans unitats de vegetació que continuen sent, avui dia, les referències fundadores de l'Ecologia de La Reunió. La seva tesi va ser sostinguda i publicada en 1977.
En la seva tasca docent, d'herborització i de redacció es va comprometre amb la vida local i la sensibilització sobre la protecció de l'ambient.
Va publicar diverses obres de divulgació botànica, aportant coneixement científic a nombrosos organismes (CAUE, ONF, Consell Econòmic i Social Regional, etc.). A més, va participar en la fundació de la SREPEN (Societat de La Reunió d'Estudis i de la Protecció de la Naturalesa).
Va ser molt conscient de la necessitat de comprometre's amb el seu territori, defensant amb convicció i obstinació la protecció dels boscos naturals, i la necessitat de crear reserves, especialment la Reserva natural del bosc de Mare-Longue a Saint-Philippe.
Va rebre, al llarg de la seva vida, l'ajuda de la seva esposa Janine qui va ser també la seva alumna i assistent. Ella va realitzar les aquarel·les d'orquídies d'una primera sèrie de 66 plecs Les orchidées de la Réunion que es va publicar en 1989.
Thérésien Cadet va morir d'un atac de cor el 2 de febrer de 1987.

## Obres
A més de nombrosos articles botànics i ecològics relatius principalment a les Illes Mascarenyes i de la seva col·laboració a la Flore des Mascareignes, Thérésien Cadet va produir la seva tesi doctoral que va fundar la comprensió moderna de la vegetació de La Reunió :
- La végétation de l'île de la Réunion, étude phytoécologique et phytosociologique, 1977, Doctorat en Ciències. Aix-Marseille III, Aix-en-Provence, reeditat per la impremta Cazal, Saint-Denis-de-la-Réunion, 1980

Igualment va escriure diverses obres de divulgació:
- À la découverte de La Réunion, 4, la flora (I), 1980 i 5, la flora (II), 1981,
- Fleurs et plantes de La Réunion et de l'île Maurice, 1981 i 1987, edicions "du Pacifique"
- Plantes rares ou remarquables des Mascareignes, Agence de coopération culturelle et technique, París, 1984